# Claudio Maria Celli
Claudio Maria Celli (Rimini, 20 luglio 1941) è un arcivescovo cattolico italiano, da marzo 2016 presidente emerito del Pontificio consiglio delle comunicazioni sociali.

## Biografia
Il 19 marzo 1965 viene consacrato sacerdote, allo stesso tempo si laurea dottore in teologia e in diritto canonico.
Nel 1970 entra a far parte della diplomazia vaticana, occupandosi della nunziatura apostolica in Honduras, Filippine e Argentina. Riceve anche la cattedra di Diplomazia Ecclesiastica presso la Facoltà di Giurisprudenza della Pontificia Università Lateranense.
Nel 1990 diviene sottosegretario ai Rapporti con gli Stati della Segreteria di Stato vaticana, per cinque anni di attività. Il 16 dicembre 1995 è nominato arcivescovo titolare di Civitanova e segretario dell'Amministrazione del Patrimonio della Sede Apostolica, e poco dopo - il 6 gennaio 1996 - viene ordinato vescovo da papa Giovanni Paolo II.
Insieme a Yossi Beilin, vice ministro degli Esteri di Israele, ha firmato il 30 dicembre 1993 a Gerusalemme il primo accordo - il cosiddetto Accordo Fondamentale - fra la Santa Sede e lo Stato Israeliano.
Grande esperto di relazioni internazionali, si occupa da diverso tempo dei rapporti con la Repubblica Popolare Cinese e il Vietnam, per cui ha partecipato anche a varie delegazioni inviate in Oriente. A tal proposito ha promosso la traduzione di numerosi testi del Pontefice in cinese, inaugurando anche una versione del sito papale in questa lingua.
Nel 2003 ha curato la prefazione del libro Storia di un'anima, edito da Piemme, dedicato alle memoria della santa carmelitana Teresa di Lisieux. In occasione dell'esposizione nell'agosto 2006 delle reliquie della santa presso la parrocchia di Santa Giustina, nella sua Rimini, ha partecipato alle celebrazioni eucaristiche in suo onore.
Il 27 giugno 2007 è stato nominato da papa Benedetto XVI presidente del Pontificio Consiglio delle Comunicazioni Sociali, e in quanto tale diventa presidente della Filmoteca Vaticana.
Il 26 maggio 2009 è stato nominato da papa Benedetto XVI presidente del Consiglio di Amministrazione del Centro Televisivo Vaticano. In seguito, è divenuto vicepresidente del collegio universitario di Villa Nazareth.

## Genealogia episcopale
La genealogia episcopale è:
- Cardinale Scipione Rebiba
- Cardinale Giulio Antonio Santori
- Cardinale Girolamo Bernerio, O.P.
- Arcivescovo Galeazzo Sanvitale
- Cardinale Ludovico Ludovisi
- Cardinale Luigi Caetani
- Cardinale Ulderico Carpegna
- Cardinale Paluzzo Paluzzi Altieri degli Albertoni
- Papa Benedetto XIII
- Papa Benedetto XIV
- Papa Clemente XIII
- Cardinale Enrico Benedetto Stuart
- Papa Leone XII
- Cardinale Chiarissimo Falconieri Mellini
- Cardinale Camillo Di Pietro
- Cardinale Mieczysław Halka Ledóchowski
- Cardinale Jan Maurycy Paweł Puzyna de Kosielsko
- Arcivescovo Józef Bilczewski
- Arcivescovo Bolesław Twardowski
- Arcivescovo Eugeniusz Baziak
- Papa Giovanni Paolo II
- Arcivescovo Claudio Maria Celli